# Hedgewars
Hedgewars（ヘッジウォーズ）はGNU General Public License v2で公開されているFOSSのターン制ストラテジーゲームである。ハリネズミの陣営を操作しCPU戦や対人戦を行う。Linux、Windows、macOSのほか、Android、iOSに対応している。

## ゲーム
自陣のターンでハリネズミを1匹行動させ、武器や道具で敵陣のハリネズミを倒し全滅させれば勝利となる。戦場は武器により都度形状が変わり、状況次第でハリネズミが移動できない際はロープやパラシュートなどの道具で対処する。ターンは時間や武器の制限があり、ハリネズミは水中に落ちるか体力が0になると死ぬ。